# Lagrein
Lagrein är en blå vindruva från regionen Trentino-Alto Adige i norra Italien. Dess popularitet har ökat på senare år eftersom den ger prisvärda röda viner med stor fruktighet. Druvan har en djupt mörkröd färg och smaken påminner om plommon, körsbär, gräs och mörk choklad. Det görs även Rosévin på Lagrein-druvan.
Druvan förekommer främst i norra Italien men den odlas även mycket begränsat i Australien.

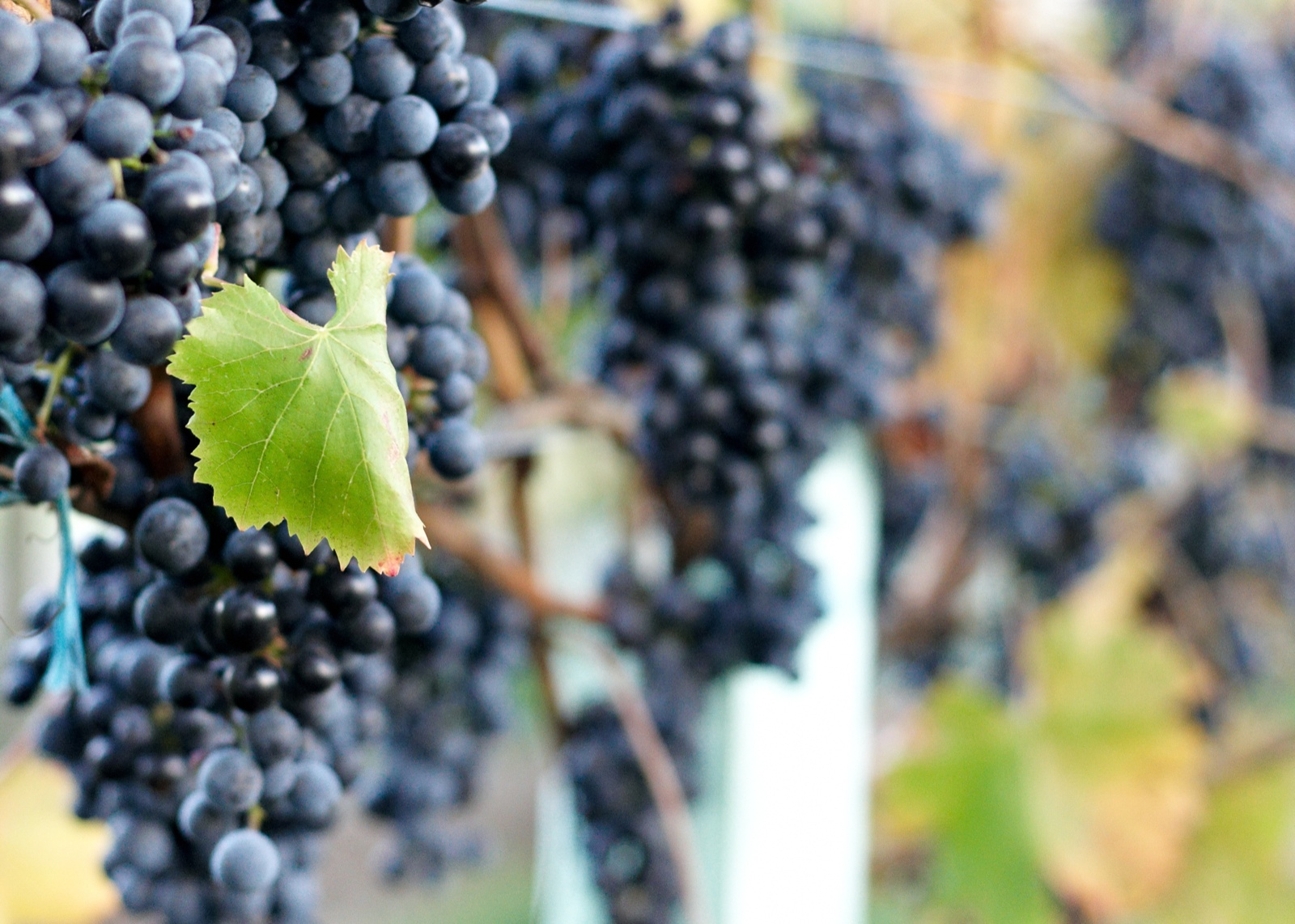
Lagrein från Australien (2010).